# ایگور دیویف
ایگور دیویف (روسی: Игорь Сергеевич Дивеев؛ زادهٔ ۲۷ سپتامبر ۱۹۹۹) بازیکن فوتبال اهل روسیه است.
از باشگاه‌هایی که در آن بازی کرده‌است می‌توان به باشگاه فوتبال اوفا اشاره کرد.
وی همچنین در تیم‌های ملی فوتبال زیر ۲۱ سال روسیه، و روسیه بازی کرده‌است.